# دهیدرواپی‌اندروسترون سولفات
دهیدرواپی‌اندروسترون سولفات (به انگلیسی: Dehydroepiandrosterone sulfate) با فرمول شیمیایی C۱۹H۲۸O۵S یک ترکیب شیمیایی با شناسه پاب‌کم ۱۲۵۹۴ است. که جرم مولی آن ۳۶۸٫۴۹ g/mol می‌باشد.